# 加藤慎一
加藤 慎一（かとう しんいち、1980年〈昭和55年〉8月2日 - ）は、日本のミュージシャン・ベーシスト。
2002年よりロックバンド・フジファブリックでベースを担当。フジファブリックの現メンバー3人の中では、サポートも含めた在籍期間が最も長いメンバーである。

## 来歴
- 1980年、石川県金沢市生まれ。
- 中学1年生の時にMR. BIGのライブ映像を見てビリー・シーンに憧れ、ベースを始める。
- 私立金沢高校の出身。
- 高校卒業後上京し、つるの剛士が率いるバンド「Floater」（後の太陽の衝動）に参加。
- 2002年8月、フジファブリックの当時のベーシスト・加藤雄一が脱退。金澤の紹介により、フジファブリックにサポートメンバーとして参加し、翌年1月後任ベーシストとして正式加入する。
- 2004年3月、太陽の衝動が活動休止（事実上の解散）。以降はフジファブリックの活動に専念する。

- 2009年12月、フジファブリックのボーカリスト・志村正彦が死去。翌年7月に発表された志村の遺作ともいえるアルバム『MUSIC』で「会いに」の補作詞[※ 1]を担当して以降、『VOYAGER』まで多くの作詞を担当。『LIFE』以降は作詞に関わる曲は少なくなっていたが12thアルバム「PORTARIT」においても2曲作詞をしていたりと、加藤が単独で作詞・作曲した楽曲が毎アルバム1～2曲ほど収録されるようになっている。
- 2021年8月26日、自身初となるソロトークライブ｢加藤慎一 ソロトークライブ "Wondering With You"｣が渋谷EURO LIVEで開催される。
- 2025年4月15日、crowzet(加藤慎一fromフジファブリック)名義としての活動の開始とともに自身のファンクラブサイト「crowzet ROOM」を開設した。
- 2025年6月7日、同名義としての初のライブ「WALK IN crowzet vo.1」がADRIFT下北沢にて開催された。

### 人物
- 愛称はかとをさん。
- 趣味は読書で、ネットラジオ『フジファブリックのゆるゆるいかせて』では本紹介のコーナーも担当している。好きな作家は筒井康隆・藤原伊織など。
- メンバーきっての酒好き。
- なぞかけが得意で、時折その腕前をライブのMC中に披露することがある。
- 2020年以降バンドの活動と並行して怪談(不思議な話)をすることが増え、定期的にソロトークライブの開催や怪談ライブに出演するなど精力的に活動をしている。
- フジファブリックの宣材写真の殆どでは帽子を着用している。志村在籍中はハンチング帽やニット帽などの着用が多かったが、3人体制になってからは山高帽などの着用も増えた。
- 太陽の衝動に在籍中はスキンヘッドでライブに出演していたこともあった。

## 使用機材

### ベース
- Fender Jazz Bass
複数本所有しており、大半のライブやPVで使用している。
- Fender Precision Bass
ジャズベースと同じく使用頻度が高い。PVにも度々登場している。
- Fender Japan MB98-SD/CO
『STAR』『Girl！Girl！Girl！』のPVで使用。
- Gibson EB-0
『夜明けのBEAT』『流線形』のPVに登場。志村在籍中のライブでも何回か使用している。通常のEB-0と違い、ピックアップがボディ中央に設置されている。
- Epiphone Embassy
『流線形』『SUPER!!』PVで使用。
- Guild Starfire Bass IV 1967年製
『Birthday』『Light Flight』PVに登場。アコースティックライブでも使用している。
- Rickenbacker 4001
『桜の季節』『Surfer King』PVで使用。なおピックガードを交換しており、『桜の季節』では白ピックガードだったのが『Surfer King』では黒ピックガードになっている。
- ELK BS-400
ビンテージ品。ボディやピックガードの形状はプレシジョンベースに似ているが、ピックアップが3つついているのが特徴。『若者のすべて』PVで使用。
- Musicman Stingray
『パッション・フルーツ』PVで登場。
- Ibanez SR
『ポラリス』PVで使用。
- Danelectro 59DC
一部ライブで使用。
- Burns 500-1 Model
所謂「バイオリンベース」と呼ばれる形状のもの。『カンヌの休日』PVで使用された。
- YAMAHA SLB-100
ウッドベース。8thアルバム『LIFE』の一部楽曲のレコーディングで使用した。

### アンプ

#### アンプヘッド
- Acoustic Model 220（現在のメイン）
- Ampeg SVT-2 Pro
- HIWATT LB100 Hiwatt Bass 100

#### キャビネット
- Mesa／Boogie Road Ready 2x15
- Fender Bassman Cabinet（現在のメイン）

## 楽曲提供
- 私立恵比寿中学『お願いジーザス』（2016年、作詞・作曲：加藤慎一、編曲：フジファブリック）
- 中島愛『サタデー・ナイト・クエスチョン』（2017年、作詞：加藤慎一、作曲：山内総一郎、編曲：フジファブリック）